# Piwo biłgorajskie
Piwo biłgorajskie (także Zielone piwo biłgorajskie) – nieistniejący już styl piwa pochodzący z Biłgoraja, szczególnie popularny w XVII i XVIII wieku.
Charakterystycznym dla tej odmiany był zielony kolor napoju. Nie ma dziś informacji o składzie i sposobie produkcji trunku. Tak samo historycy nie dysponują danymi na temat jego pojawienia się i powodów zaprzestania produkcji. Jednakże wspomnienia na temat tego gatunku dość łatwo spotkać w zapisach o historii Biłgoraja i Biłgorajszczyzny.
Według zapisów, receptura napoju była pilnie strzeżona przez mieszczan i nie ujawniana osobom postronnym. Jej pochodzenie czasami utożsamia się z zakonnikami franciszkańskiego klasztoru w stanowiącej przedmieście Biłgoraja wiosce Puszcza Solska.

## Historyczne źródła
Piwo biłgorajskie pojawia się między innymi w Wirydarzu poety Jakuba Teodora Trembeckiego, który porównuje je do lipcowego miodu pitnego. Pisze on:

Zielone biłgorajskie jak lipiec się pije,
a w głowie jak wineczkiem się wije.

Zielone biłgorajskie stanowiło jeden z ulubionych napojów królowej Marysieńki Sobieskiej i wzmianki o tym trunku przewijają się w jej listach i pamiętnikach.

Proszę o piwo biłgorajskie na połóg, tutejszego nie mogę pić....

Piwo to było z Biłgoraja eksportowane do innych ośrodków, zamawiali je m.in. Ordynaci Zamojscy, a dostawią dla nich zajmował się wójt biłgorajski, Paweł Kucharzewski. Popularność trunku była na tyle duża, że często brakowało go na potrzeby własne mieszkańców miasta. Wspomina o tym Bazyli Rudomicz, rektor Akademii Zamojskiej:

(...) nocleg w Biłgoraju, gdziem piwa dobrego dostać nie mógł, dlatego że go do Zamościa nastarczyć nie mogą.

Wiadomo, że w 1662 Ordynacja Zamojska dokonała zakupu piwa biłgorajskiego na sumę 1426 ówczesnych złotych. Z kolei o cenie garnca tego napoju mówi pochodzący z 1661 biłgorajski dokument regulujący prawa mieszczan i kupców:

7. Biłgorajskiego piwa aby jeden przed drugim nie porywał na rynku, ani podkupywał pod winą 10 grzywien, a garniec piwa biłgorajskiego sprawiedliwej miary przedawać powinni ci, którzy prawo na to mają, po groszy półczwarta, pod karą ustaloną.".